# NK 첼레
NK 첼레(슬로베니아어: Nogometni Klub Celje)는 첼레를 연고지로 하는 슬로베니아의 축구 클럽이다. NK 마리보르, ND 고리차와 함께 1991년 슬로베니아 프르바리가 창설 이후 1번도 강등되지 않은 3팀 중 1팀이다.

## 선수 명단

### 현역
참고: FIFA 자격 규정에 따라 소속된 국가대표팀 국기를 표시합니다. 선수는 복수의 FIFA 비회원국 국적을 가지고 있을 수 있습니다.
| 번호 | 포지션 | 국적 | 이름               |
| ---- | ------ | ---- | ------------------ |
| 30   | FW     |      | 에드미우송         |
| 35   | FW     |      | 로건 들로리에 쇼베 |

| 번호 | 포지션 | 국적 | 이름              |
| ---- | ------ | ---- | ----------------- |
| 73   | MF     |      | 예고르 프루체프   |
| 99   | MF     |      | 이니고 에구아라스 |

## 역대 감독
| 감독            | 임기 |
| --------------- | ---- |
| 알베르트 리에라 | 2023 |